# Elizabeth Holtzman

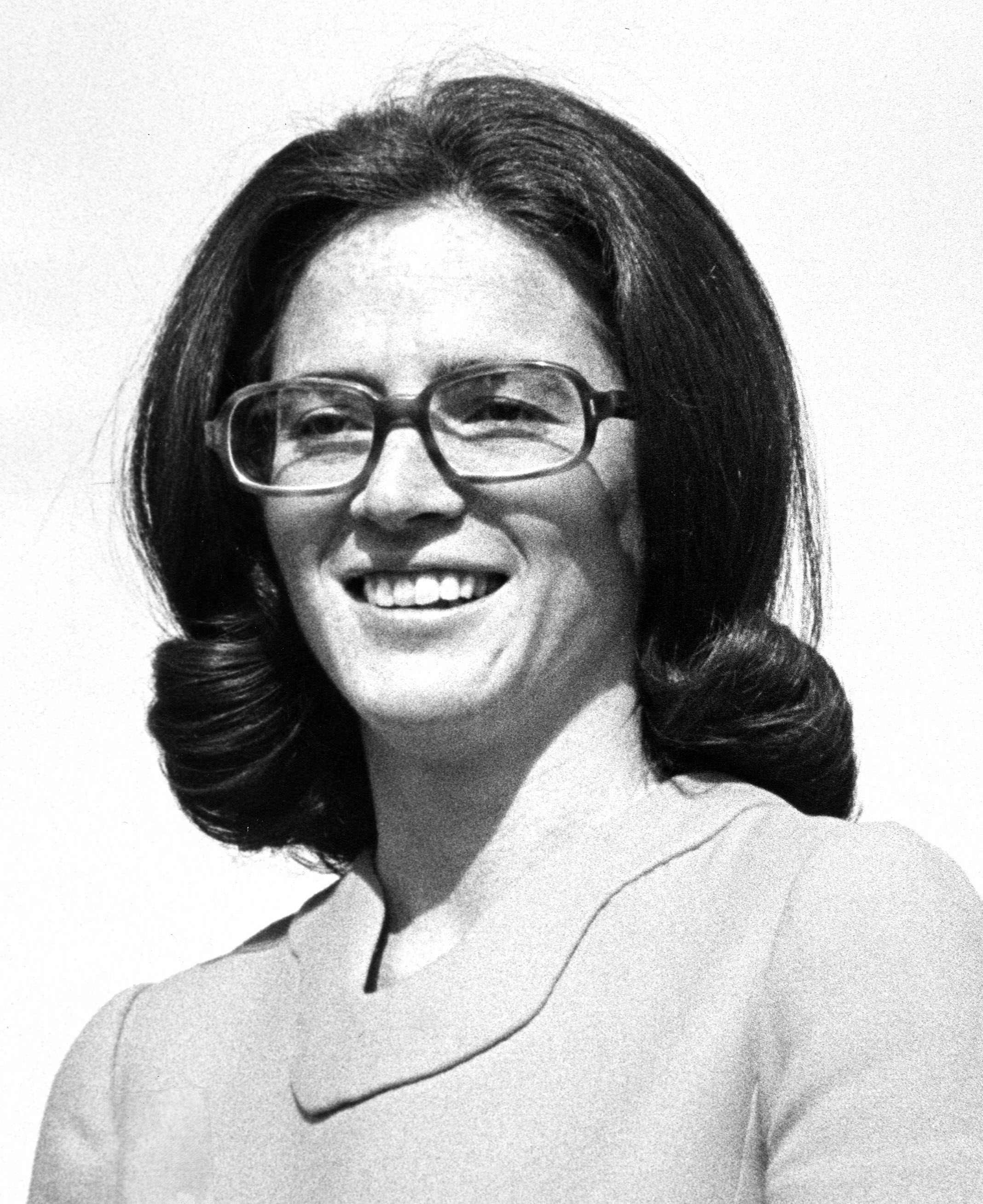
Elizabeth Holtzman

Elizabeth Holtzman (* 11. August 1941 in Brooklyn, New York City) ist eine US-amerikanische Politikerin. Zwischen 1973 und 1981 vertrat sie den Bundesstaat New York im US-Repräsentantenhaus.

## Werdegang
Im Jahr 1958 absolvierte Elizabeth Holtzman die Abraham Lincoln High School in Brooklyn. Danach besuchte sie bis 1962 das Radcliffe College. Nach einem anschließenden Jurastudium an der Harvard University und ihrer 1966 erfolgten Zulassung als Rechtsanwältin begann sie in New York City in diesem Beruf zu arbeiten. Gleichzeitig schlug sie als Mitglied der Demokratischen Partei eine politische Laufbahn ein. Zwischen 1970 und 1972 war sie Mitglied im Staatsvorstand ihrer Partei und Bezirksvorsitzende in ihrer Heimat.
Bei den Kongresswahlen des Jahres 1972 wurde Holtzman im 16. Wahlbezirk von New York in das US-Repräsentantenhaus in Washington, D.C. gewählt, wo sie am 3. Januar 1973 die Nachfolge von John M. Murphy antrat. Nach drei Wiederwahlen konnte sie bis zum 3. Januar 1981 vier Legislaturperioden im Kongress absolvieren. In dieser Zeit endete der Vietnamkrieg. Im Kongress saß sie im Justizausschuss und im Haushaltsausschuss. Als Mitglied des Justizausschusses war sie im Jahr 1974 im Zusammenhang mit der Watergate-Affäre am geplanten Amtsenthebungsverfahren gegen Präsident Richard Nixon beteiligt.
In den Jahren 1980 und 1992 bewarb sie sich erfolglos um einen Sitz im US-Senat. 1980 wurde sie für dieses Amt von ihrer Partei nominiert, scheiterte aber bei den regulären Wahlen am Republikaner Al D’Amato, während sie 1992 bereits in den Vorwahlen ihrer Partei ausschied. Von 1981 bis 1982 gehörte sie dem Lehrkörper der New York University School of Law und deren Graduate School of Public Administration an. Danach war sie zwischen 1982 und 1989 Bezirksstaatsanwältin für Brooklyn. Von 1990 bis 1993 übte sie das Amt des New York City Comptroller aus. Anschließend praktizierte sie wieder als Anwältin. Sie war außerdem Mitglied einer Kommission zur Verfolgung von Verbrechen der Nationalsozialisten und von Japanern während des Zweiten Weltkrieges.

## Werke
- The case for impeaching Trump, 2018, ISBN 9781510744776.